# 59. ceremonia wręczenia Złotych Globów
Złote Globy za rok 2001 – uroczysta ceremonia wręczenia nagród Stowarzyszenia Prasy Zagranicznej w Hollywood odbyła się w niedzielę, 20 stycznia 2002, w hotelu Beverly Hills w Los Angeles.
Film Piękny umysł Rona Howarda z Russellem Crowe’em w roli głównej zdobył cztery Złote Globy za rok 2001, w tym za najlepszy obraz dramatyczny. W kategorii komediowej triumfował musical Moulin Rouge! Baza Luhrmanna, uhonorowany w sumie trzema statuetkami.
Nagrodę Cecila B. DeMille’a w tym roku otrzymał Harrison Ford.

## Kino

### Najlepszy film, dramat
Piękny umysł, reż. Ron Howard

nominacje:
- Za drzwiami sypialni, reż. Todd Field
- Władca Pierścieni: Drużyna Pierścienia, reż. Peter Jackson
- Człowiek, którego nie było, reż. Joel i Ethan Coenowie
- Mulholland Drive, reż. David Lynch

### Najlepsza aktorka w dramacie
Sissy Spacek – Za drzwiami sypialni

nominacje:
- Tilda Swinton – Na samym dnie
- Judi Dench – Iris
- Halle Berry – Czekając na wyrok
- Nicole Kidman – Inni

### Najlepszy aktor w dramacie
Russell Crowe – Piękny umysł

nominacje:
- Will Smith – Ali
- Billy Bob Thornton – Człowiek, którego nie było (film)
- Kevin Spacey – Kroniki portowe
- Denzel Washington – Dzień próby

### Najlepszy film, komedia lub musical
Moulin Rouge!, reż. Baz Luhrmann

nominacje:
- Dziennik Bridget Jones, reż. Sharon Maguire
- Gosford Park, reż. Robert Altman
- Legalna blondynka, reż. Robert Luketic
- Shrek, reż. Vicky Jenson i Andrew Adamson

### Najlepszy aktorka i film, komedia lub musical
Nicole Kidman – Moulin Rouge!

nominacje:
- Cate Blanchett – Włamanie na śniadanie
- Renée Zellweger – Dziennik Bridget Jones
- Thora Birch – Ghost World
- Reese Witherspoon – Legalna blondynka

### Najlepszy aktor w komedii lub musicalu
Gene Hackman – Genialny klan

nominacje:
- Billy Bob Thornton – Włamanie na śniadanie
- John Cameron Mitchell – Cal do szczęścia
- Hugh Jackman – Kate i Leopold
- Ewan McGregor – Moulin Rouge!

### Najlepszy film zagraniczny
Ziemia niczyja, reż. Danis Tanović  Bośnia i Hercegowina

nominacje:
- W cieniu słońca, reż. Walter Salles  Brazylia
- Amelia, reż. Jean-Pierre Jeunet  Francja
- Monsunowe wesele, reż. Mira Nair  Indie
- I twoją matkę też, reż. Alfonso Cuarón  Meksyk

### Najlepsza aktorka drugoplanowa
Jennifer Connelly – Piękny umysł

nominacje:
- Helen Mirren – Gosford Park
- Maggie Smith – Gosford Park
- Marisa Tomei – Za drzwiami sypialni
- Kate Winslet – Iris
- Cameron Diaz – Vanilla Sky

### Najlepszy aktor drugoplanowy
Jim Broadbent – Iris

nominacje:
- Jon Voight – Ali
- Jude Law – A.I. Sztuczna inteligencja
- Steve Buscemi – Ghost World
- Hayden Christensen – Życie jak dom
- Ben Kingsley – Sexy Beast

### Najlepszy reżyser
Robert Altman – Gosford Park

nominacje:
- Steven Spielberg – A.I. Sztuczna inteligencja
- Ron Howard – Piękny umysł
- Peter Jackson – Władca Pierścieni: Drużyna Pierścienia
- Baz Luhrmann – Moulin Rouge!
- David Lynch – Mulholland Drive

### Najlepszy scenariusz
Akiva Goldsman – Piękny umysł

nominacje:
- Julian Fellowes – Gosford Park
- Joel i Ethan Coenowie – Człowiek, którego nie było (film)
- Christopher Nolan – Memento
- David Lynch – Mulholland Drive

### Najlepsza muzyka
Craig Armstrong – Moulin Rouge!

nominacje:
- Lisa Gerrard i Pieter Bourke – Ali
- John Williams – A.I. Sztuczna inteligencja
- James Horner – Piękny umysł
- Howard Shore – Władca Pierścieni: Drużyna Pierścienia
- Angelo Badalamenti – Mulholland Drive
- Hans Zimmer – Pearl Harbor
- Christopher Young – Kroniki portowe

### Najlepsza piosenka
„Until…” – Kate i Leopold – muzyka i słowa: Sting

nominacje:
- „May It Be” – Władca Pierścieni: Drużyna Pierścienia – muzyka i słowa: Enya
- „Come What May” – Moulin Rouge! – muzyka i słowa: David Baerwald
- „There You'Ll Be” – Pearl Harbor – muzyka i słowa: Diane Warren
- „Vanilla Sky” – Vanilla Sky – muzyka i słowa: Paul McCartney

## Telewizja

### Najlepszy serial dramatyczny
Sześć stóp pod ziemią

nominacje:
- 24 godziny
- Agentka o stu twarzach
- CSI: Kryminalne zagadki Las Vegas
- Rodzina Soprano
- Prezydencki poker

### Najlepsza aktorka w serialu dramatycznym
Jennifer Garner – Agentka o stu twarzach

nominacje:
- Marg Helgenberger – CSI: Kryminalne zagadki Las Vegas
- Lauren Graham – Kochane kłopoty
- Amy Brenneman – Potyczki Amy
- Sela Ward – Once and Again
- Lorraine Bracco – Rodzina Soprano
- Edie Falco – Rodzina Soprano

### Najlepszy aktor w serialu dramatycznym
Kiefer Sutherland – 24 godziny

nominacje:
- Simon Baker – Obrońca
- Peter Krause – Sześć stóp pod ziemią
- James Gandolfini – Rodzina Soprano
- Martin Sheen – Prezydencki poker

### Najlepszy serial komediowy/musical
Seks w wielkim mieście

nominacje:
- Ally McBeal
- Frasier
- Przyjaciele
- Will & Grace

### Najlepsza aktorka w serialu komediowym/musicalu
Sarah Jessica Parker – Seks w wielkim mieście

nominacje:
- Calista Flockhart – Ally McBeal
- Jane Kaczmarek – Zwariowany świat Malcolma
- Heather Locklear – Spin City
- Debra Messing – Will & Grace

### Najlepszy aktor w serialu komediowym/musicalu
Charlie Sheen – Spin City

nominacje:
- Thomas Cavanagh – Ed
- Kelsey Grammer – Frasier
- Frankie Muniz – Zwariowany świat Malcolma
- Eric McCormack – Will & Grace

### Najlepszy miniserial lub film telewizyjny
Kompania braci, reż. Richard Loncraine, Mikael Salomon, Tony To, Phil Alden Robinson, David Nutter, David Frankel, Tom Hanks, David Leland

nominacje:
- Anna Frank: cała prawda, reż. Robert Dornhelm
- Ostateczne rozwiązanie, reż. Frank Pierson
- Historia Judy Garland, reż. Robert Allan Ackerman
- Dowcip, reż. Mike Nichols

### Najlepsza aktorka w serialu lub filmie telewizyjnym
Judy Davis – Historia Judy Garland

nominacje:
- Bridget Fonda – Druga Amy
- Hannah Taylor-Gordon – Anna Frank: cała prawda
- Julianna Margulies – Mgły Avalonu
- Leelee Sobieski – Powstanie
- Emma Thompson – Dowcip
- Jessica Alba – Cień anioła

### Najlepszy aktor w serialu lub filmie telewizyjnym
James Franco – James Dean – buntownik?

nominacje:
- Damian Lewis – Kompania braci
- Barry Pepper – 61*
- Ben Kingsley – Anna Frank: cała prawda
- Kenneth Branagh – Ostateczne rozwiązanie

### Najlepsza aktorka drugoplanowa w serialu lub filmie telewizyjnym
Rachel Griffiths – Sześć stóp pod ziemią

nominacje:
- Jennifer Aniston – Przyjaciele
- Allison Janney – Prezydencki poker
- Megan Mullally – Will & Grace
- Tammy Blanchard – Historia Judy Garland

### Najlepszy aktor drugoplanowy w serialu lub filmie telewizyjnym
Stanley Tucci – Ostateczne rozwiązanie

nominacje:
- Ron Livingston – Kompania braci
- John Corbett – Seks w wielkim mieście
- Bradley Whitford – Prezydencki poker
- Sean Hayes – Will & Grace

## Rozkład Nagród
(Zwycięzcy)
- 4: Piękny umysł
- 3: Moulin Rouge!
- 2: Seks w wielkim mieście
- 2: Sześć stóp pod ziemią